# Frank Swettenham

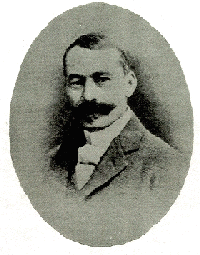
Sir Frank Swettenham

Sir Frank Athelstane Swettenham GCMG CH (28. März 1850 – 11. Juni 1946) war ein britischer Kolonialbeamter in Südost-Asien, der nach einer sehr erfolgreichen beruflichen Laufbahn zum ersten Generalresidenten der Föderierten Staaten von Malaysia ernannt wurde. Der Staatenbund  bestand aus den malaysischen Sultanaten Selangor, Perak, Negeri Sembilan und Pahang und stand unter der Verwaltung des Generalresidenten mit Sitz in Kuala Lumpur. Seine Amtszeit als Generalresident währte vom 1. Juli 1896 bis zum 4. November 1901. Swettenham betätigte sich auch als Maler, Autor, Photograph und Sammler von Antiquitäten.

## Kindheit und Jugend
Geboren in Belper, Derbyshire, war er Sohn des Anwalts James Oldham Swettenham, und dessen Frau Charlotte Elizabeth Carr. Er besuchte zunächst die Dollar Academy in Schottland und später die St. Peter’s School in York. Seine Ahnenreihe geht zurück auf Mathew Swetenham im Gefolge von König Heinrich IV. Sein älterer Bruder James Alexander Swettenham diente auch im britischen Kolonialdienst, u. a. als Gouverneur in Jamaika.

## Berufslaufbahn
Swettenham war tätig im britischen Kolonialdienst in British Malaya, wo er hohes Ansehen erlangte, indem er großen Einfluss nahm auf die britische Politik und Verwaltung auf der malaiischen Halbinsel. Swettenham kam 1871 als junger Kadett der Zivilverwaltung des Straits Settlements (bestehend aus Singapur, Malacca, Penang und den Dingdings) nach Singapur. Er erlernte die malaiische Sprache und spielte schon früh eine Rolle als Vermittler in den Britisch-Malaiischen Beziehungen in den 1870er Jahren.
Er war Mitglied der dreiköpfigen zivilen Kommission zur Befriedung der Zinn-Region in und um Larut, die im Anschluss an den Vertrag von Pangkor eingesetzt wurde. Er unterstützte den ersten britischen Residenten im Sultanat Perak, James W. W. Birch, der 1875 einem Attentat zum Opfer fiel.
1885 wurde er selbst britischer Resident im malaiischen Sultanat Selangor, wo er erfolgreich den Anbau von Kaffee und Tabak förderte. Die Einnahmen aus dem Abau von Zinn-Erz erhöhte er durch den Bau einer Eisenbahn von Kuala Lumpur in den Hafen von Klang, später ihm zu Ehren umbenannt in Port Swettenham.
Der Titel eines Generalresidenten wurde ihm 1895 verliehen in Anerkennung seiner erfolgreichen Bemühungen, die Sultanate Perak, Selangor, Negri Sembilan und Pahang in Form einer Staatenföderation zusammenzuführen. Im Oktober 1901, drei Jahre vor seinem Ruhestand, wurde er Gouverneur und Oberbefehlshaber der Straits Settlements.
Seine Versuche, den Einfluss Siams im Norden Malaysias zu beschränken waren zum Teil erfolgreich. Es gelang ihm aber nicht, die zu Thailand (damals Königreich Siam) gehörige Provinz Pattani unter britische Kontrolle zu bringen.

## Veröffentlichungen
Swettenham war zusammen mit Hugh Clifford Co-Autor eines zwischen 1894 und 1902 abschnittsweise veröffentlichten Wörterbuchs der malaiischen Sprache A Dictionary of the Malay Language, das beim Buchstaben G eingestellt wurde, da es durch die Veröffentlichung von R.J. Wilkinson’s A Malay English Dictionary obsolet geworden war.
Er veröffentlichte vier weitere Bücher: Malay Sketches, Unaddressed Letters, Also & Perhaps und Arabella in Africa.

## Auszeichnungen

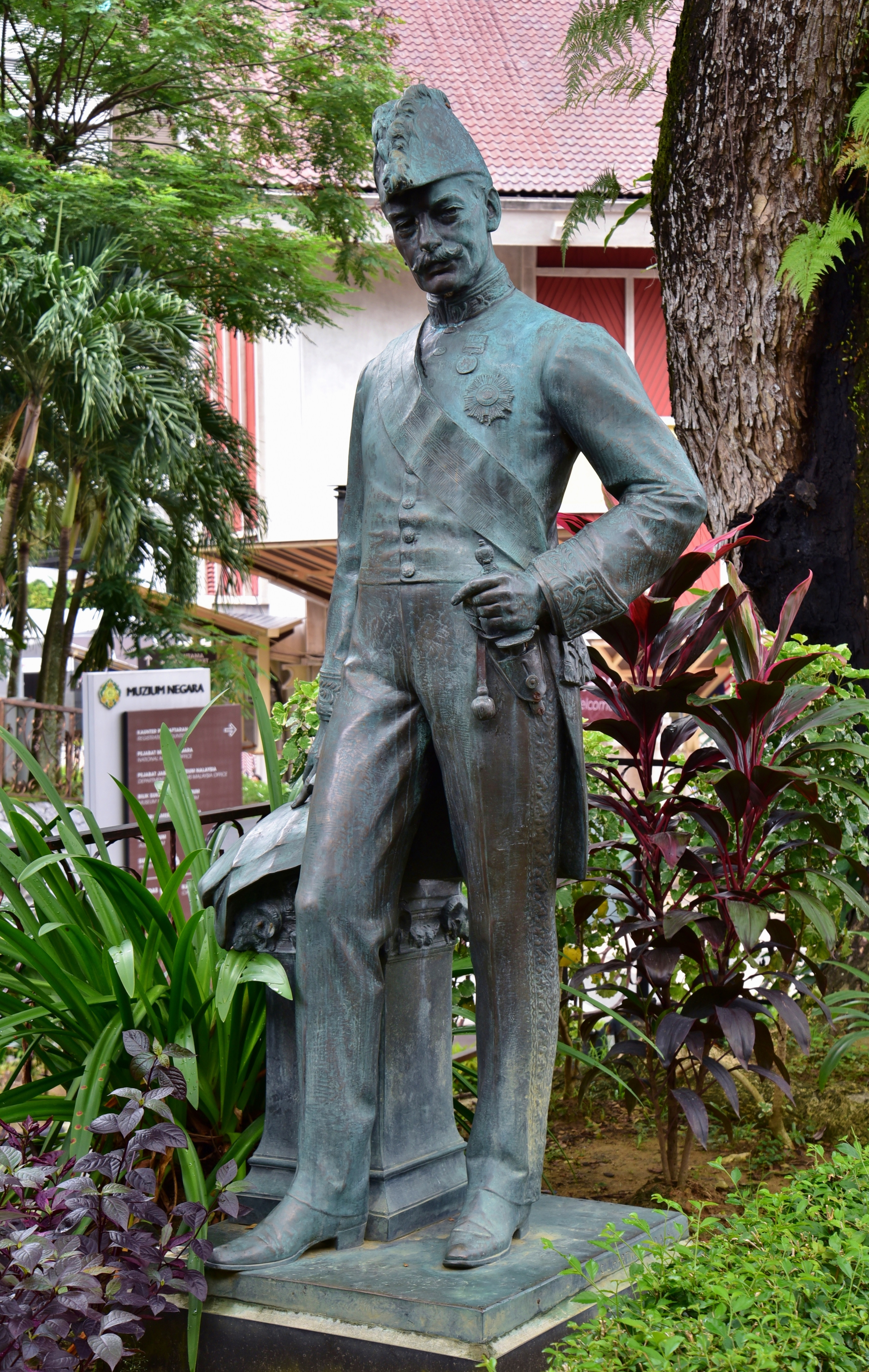
A statue of Swettenham within the compound of Muzium Negara at Kuala Lumpur, Malaysia.

- Companion des Order of St Michael and St George, 1886 (CMG)[5]
- Knight Commander des Order of St Michael and St George, 1897 (KCMG)[6]
- Knight Grand Cross des Order of St Michael and St George, 1909 (GCMG)[7]
- Member des Order of the Companions of Honour, 1917 (CH)[8]
- King of Arms des Order of St Michael and St George, 1925[9]

## Anerkennungen
Eine Reihe von Straßen und Plätzen in Malaysia und Singapur tragen seinen Namen, darunter der Swettenham Pier in George Town auf der Insel Penang, wo heute die großen Kreuzfahrtschiffe anlegen. und auch die Swettenham Road nahe dem Botanischen Garten von Singapur.
Bis 1972 war der 1901 eröffnete Hafen von Kuala Lumpur, Port Klang, bekannt unter dem Namen Port Swettenham.

## Veröffentlichungen
- Burns, P.L., and Cowan, C.D. ed. (1975), Sir Frank Swettenham's Malayan journals 1874–1876, Kuala Lumpur, London: Oxford University Press.
- Clifford, Hugh Charles, and Swettenham, Frank Athelstane (1894), A dictionary of the Malay language, Taiping, Perak: Printed for the author’s at the Government’s printing office.
- Cowan, C.D. ed. (1952), "Sir Frank Swettenham's Perak journals 1874–1876", Journal of the Malayan branch of the Royal Asiatic Society, vol.24, part 4. Singapore: Malaya Publishing House.
- Swettenham, Frank Athelstane (1881), Vocabulary of the English and Malay languages. Singapore: printed at the Government Printing Office.
- Swettenham, Frank Athelstane (1893), Map to illustrate the Siamese question. W. & A.K. Johnston Limited.
- Swettenham, Frank Athelstane (1893), About Perak. Singapore: Straits Times Press.
- Swettenham, Frank Athelstane (1895), Malay sketches. London: John Lane.
- Swettenham, Frank Athelstane (1898), Unaddressed letters. London: John Lane.
- Swettenham, Frank Athelstane (1899), The real Malay. London: John Lane.
- Swettenham, Frank Athelstane (1907), British Malaya. London: John Lane.
- Swettenham, Frank Athelstane (1910), Report of the Mauritius royal commission, 1909. HMSO.
- Swettenham, Frank Athelstane (1912), Also and perhaps. London: John Lane.
- Swettenham, Frank Athelstane (1925), 'Arabella in Africa'. London: John Lane.
- Swettenham, Frank Athelstane (1942), 'Footprints in Malaya'. London: Hutchinson.
- Swettenham, Frank Athelstane (1946 ?), 'The future of Malaya'. [S.l.]: [s.n.]
- Swettenham, Frank Athelstane (1967), 'Stories and sketches'. Kuala Lumpur: Oxford University Press.[13]
- The Empire and the century. John Murray, London 1905, The Straits Settlements and Beyond, S. 827–834 (englisch).

## Weitere Lektüre
- Corresp: Actions of Perak Expeditionary Force post-murder of Birch